# Agrupació de cases en filera
L'Agrupació de cases en filera és una obra del municipi de Cassà de la Selva (Gironès) inclosa en l'Inventari del Patrimoni Arquitectònic de Catalunya.

## Descripció
Es tracta d'un conjunt de cases de lloguer en filera. Els habitacles de planta baixa i planta pis. L'accés principal des del carrer i pati posterior. Composició de façana en mòduls amb predomini de les línies verticals unificant del repertori ornamental limitat a altes i fines columnes. La façana és arrebossada i pintada.

## Història
És un exemple singular d'agrupació de cases en filera. El promotor del conjunt fou el Sr. Josep Saura, que comprà els terrenys l'any 1922.